# Protoneura macintyrei
Protoneura macintyrei – gatunek ważki z rodziny łątkowatych (Coenagrionidae). Endemit Ekwadoru, występuje na zachód od Andów.